# Прапор міста Шебекине

Прапор міста Шебекіно і Шебекінського району

Прапор Шебекіно — є символом міста Шебекіно і Шебекінського району.

## Опис
Прапором є прямокутне червоне полотнище, в крижі якого (верхній чверті біля держака) розміщені фігури герба Шебекінського району і міста Шебекіно: жовта зроблена з колод башта із закритими воротами і прапором, супроводжувана по сторонах двома срібними підковами. На зворотній стороні полотнища розміщено аналогічне дзеркальне зображення. Співвідношення сторін полотнища — 2:3.

## Дата прийняття
Затверджений Рішенням Ради депутатів Шебекінського району і міста Шебекіно № 1 від 10.06.2003 р.